# Jonas Gregaard
Jonas Gregaard Wilsly (født 30. juli 1996 i Herlev) er en dansk cykelrytter, der kører for Lotto.
29 juni 2018 blev det offentliggjort at Gregaard havde skrevet en "stagiaire" kontrakt med det kasakhstanske World-Tour hold Astana Pro Team, som er gældene fra 1. august 2018 og indtil sæsonens slutning.

## Meritter
2013
1. plads, Ungdomskonkurrence, Tour du Pays de Vaud
1. plads, Ungdomskonkurrence, Aubel - Thimister - La Gleize
2014
1. plads  Junior DM i landevejscykling
2015
1. plads  U23 DM i landevejscykling
1. plads, 2. etape, ZLM Roompot tour (Holdtidskørsel)
2016
1. plads, Himmerland Rundt
1. plads, Bjergkonkurrence, Normandiet Rundt
2017
1. plads samlet, Kreiz Breizh Elites
1. plads, Ungdomskonkurrence, Kreiz Breizh Elites
2018
1. plads, Ungdomskonkurrence, Tour of Malopolska
2021
9. plads, Vuelta a Murcia
2022
6. plads samlet, Route d'Occitanie
7. plads samlet, Tour de Luxembourg
2023
1. plads  Bjergkonkurrence, Paris-Nice